# Koboldmakis

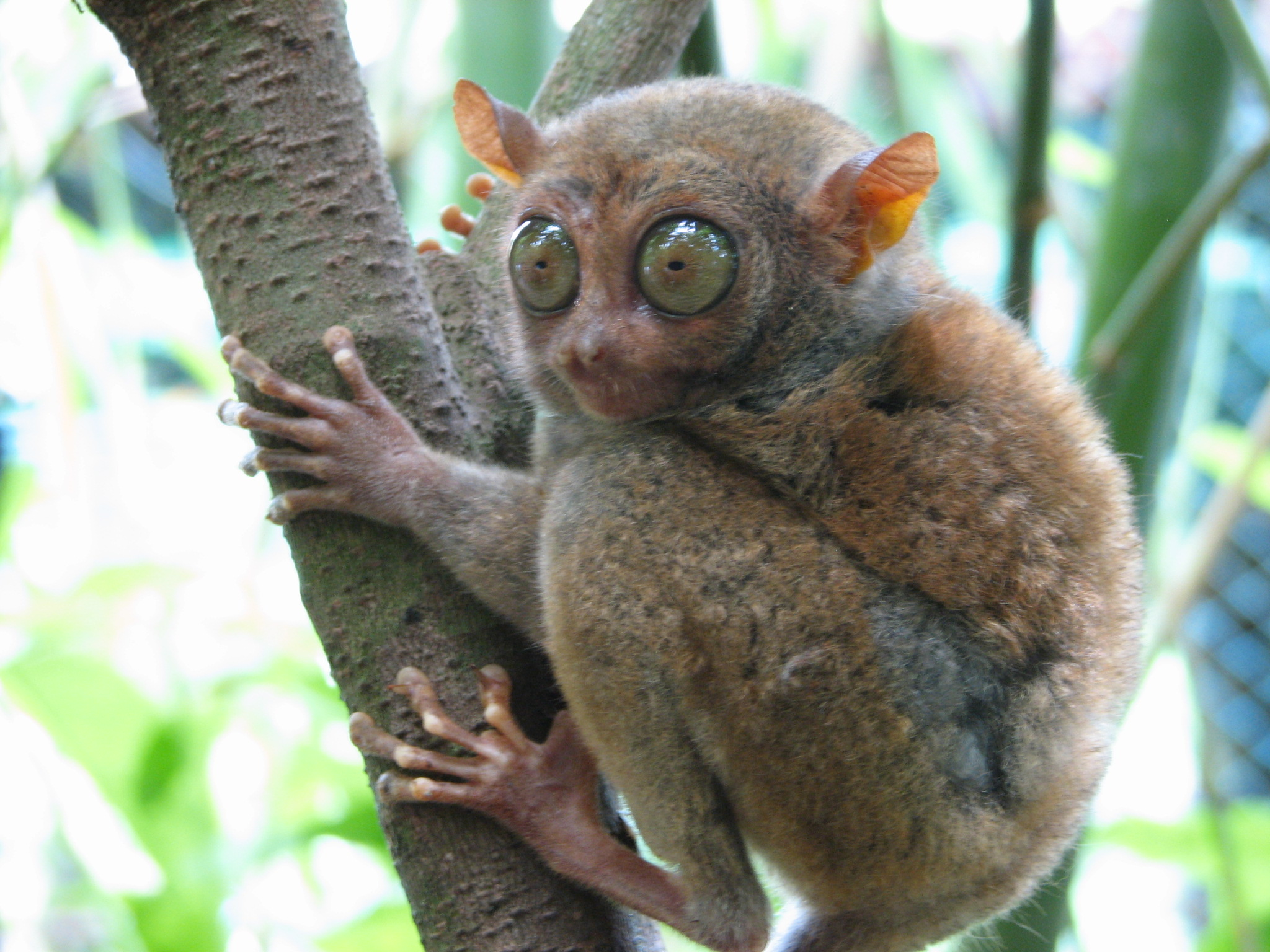
Philippinen-Koboldmaki – die großen Hände mit den scheibenförmigen Fingerballen und die verlängerte Fußwurzel (die bei dieser Art unbehaart ist) sind gut zu erkennen.

Die Koboldmakis (Tarsiidae) sind eine Familie der Primaten. Es sind kleine, nachtaktive, baumbewohnende Tiere, die auf den südostasiatischen Inseln verbreitet sind. Kennzeichen sind die auffallend großen Augen, der sehr bewegliche Hals und die langen Hinterbeine, mit denen sie sehr weit springen können. Früher wurden sie zu den (heute nicht mehr anerkannten) „Halbaffen“ gezählt; sie sind aber näher mit den Affen verwandt und bilden mit diesen die Trockennasenprimaten (Haplorhini). Derzeit sind 14 Arten bekannt, die sich nach aktuellem Stand in drei Gattungen aufteilen (Tarsius, Carlito und Cephalopachus).

## Merkmale
Koboldmakis sind sehr kleine Primaten. Sie erreichen eine Kopf-Rumpf-Länge von 9 bis 16 Zentimetern, der Schwanz ist mit 13 bis 28 Zentimetern nahezu doppelt so lang wie der Rumpf. Das Gewicht der meisten Arten liegt zwischen 90 und 130 Gramm, der Zwergkoboldmaki erreicht nur 50 Gramm, die schwersten Arten erreichen bis zu 150 Gramm. Das Fell ist kurz und seidig, es ist überwiegend grau gefärbt, kann aber von graubraun über rotbraun bis orangegelb variieren. Der Bauch ist meist etwas heller, oft weißlich oder hellgrau.
Die Hände sind relativ groß, der Daumen ist nicht opponierbar. An den Unterseiten der Fingerspitzen befinden sich scheibenförmige Fingerballen. Die Hinterbeine sind stark verlängert, in Relation zur Körpergröße haben Koboldmakis die längsten Hinterbeine aller Primaten. Schien- und Wadenbein sind im unteren Bereich miteinander verwachsen, was der Stabilisierung des Sprunggelenks dient. Dieses ist so modifiziert, dass es fast nur Scharnierbewegungen, aber keine Rotation zulässt. Das Sprung- und das Fersenbein sind stark verlängert; von diesem speziellen Bau der Fußwurzel (Tarsus) leitet sich auch der wissenschaftliche Name Tarsius ab. Die zweite und die dritte Zehe tragen Krallen, die restlichen Finger und Zehen sind mit Nägeln versehen.
Der lange, meist durch einen behaarten Teil endende Schwanz dient zum einen als Balanceorgan während der Sprünge. Zum anderen wird er zum Abstützen verwendet, wenn die Tiere sich in typischer senkrechter Haltung an einem schmalen Baumstamm festklammern – das ist deshalb notwendig, weil der Daumen nicht opponierbar und die Großzehe relativ klein und schwach ist. Bei zumindest einer Art, dem Sunda-Koboldmaki, befindet sich in der Mitte des Schwanzes an der Unterseite eine Papillarleistenhaut, die die Haftung am Baumstamm verbessert. Die Behaarung des Schwanzes ist je nach Art unterschiedlich, bei den meisten Arten befindet sich nur an der Schwanzspitze ein Haarbüschel, der Schwanz des Philippinen-Koboldmakis ist hingegen gänzlich unbehaart.
Der Kopf wirkt aufgrund der kurzen Schnauze rundlich und sitzt auf einem sehr kurzen Hals. Dieser ist dank der modifizierten Halswirbel sehr rotationsfähig und in beide Richtungen um fast 180 Grad drehbar. Koboldmakis haben relativ zur Körpergröße die größten Augen aller Säugetiere. Hierbei kann ein einzelnes Auge nicht bewegt werden, was allerdings keinen Nachteil mit sich führt, da der Hals äußerst beweglich ist. Der Augapfel hat einen Durchmesser von rund 16 Millimetern und ist damit größer als das Gehirn. Die Augen sitzen in Orbitatrichtern, die ähnlich den Augenhöhlen der Affen gebaut sind. Die Ohren sind fledermausartig vergrößert, sie sind dünn, sehr beweglich, größtenteils unbehaart und dienen im Frequenzbereich von bis zu 91 kHz der Orientierung und Ortung der Beute.  Wie bei allen Trockennasenprimaten weist die Nase keinen Nasenspiegel auf, die Oberlippe ist ungespalten und beweglich.
Die Zahnformel der Koboldmakis lautet I2/1-C1/1-P3/3-M3-3, insgesamt also 34 Zähne. Einzigartig unter den Primaten ist, dass im Unterkiefer insgesamt nur zwei Schneidezähne vorhanden sind. Die mittleren oberen Schneidezähne sind groß, ebenso die Eckzähne. Die Backenzähne weisen spitze Höcker auf, auch die Schneidezähne sind zugespitzt. Insgesamt sind die Zähne an das Aufknacken harter Insektenpanzer angepasst.

## Verbreitung und Lebensraum

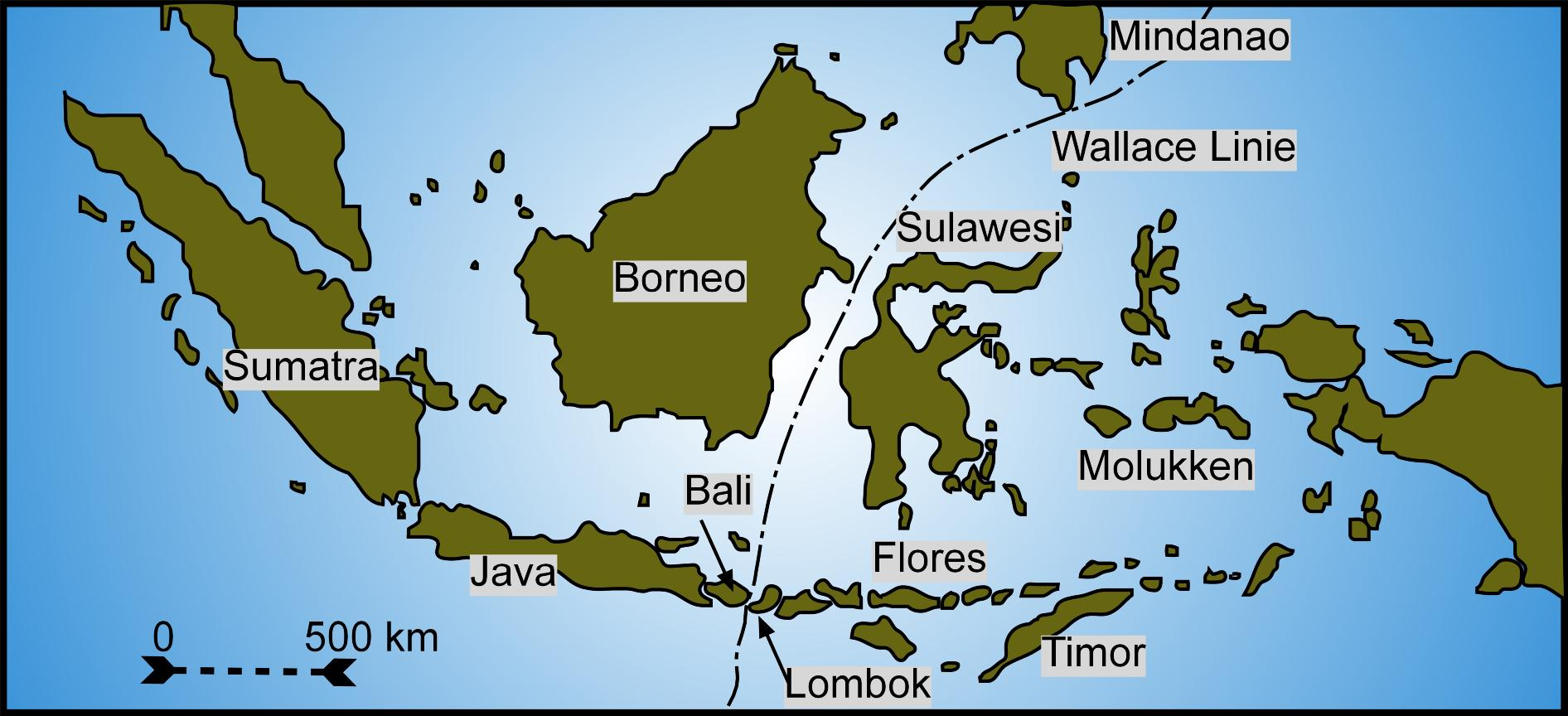
Koboldmakis gehören zu den wenigen Primaten, die die Wallace-Linie zwischen Borneo und Sulawesi überschritten haben und auf beiden Inseln vorkommen.

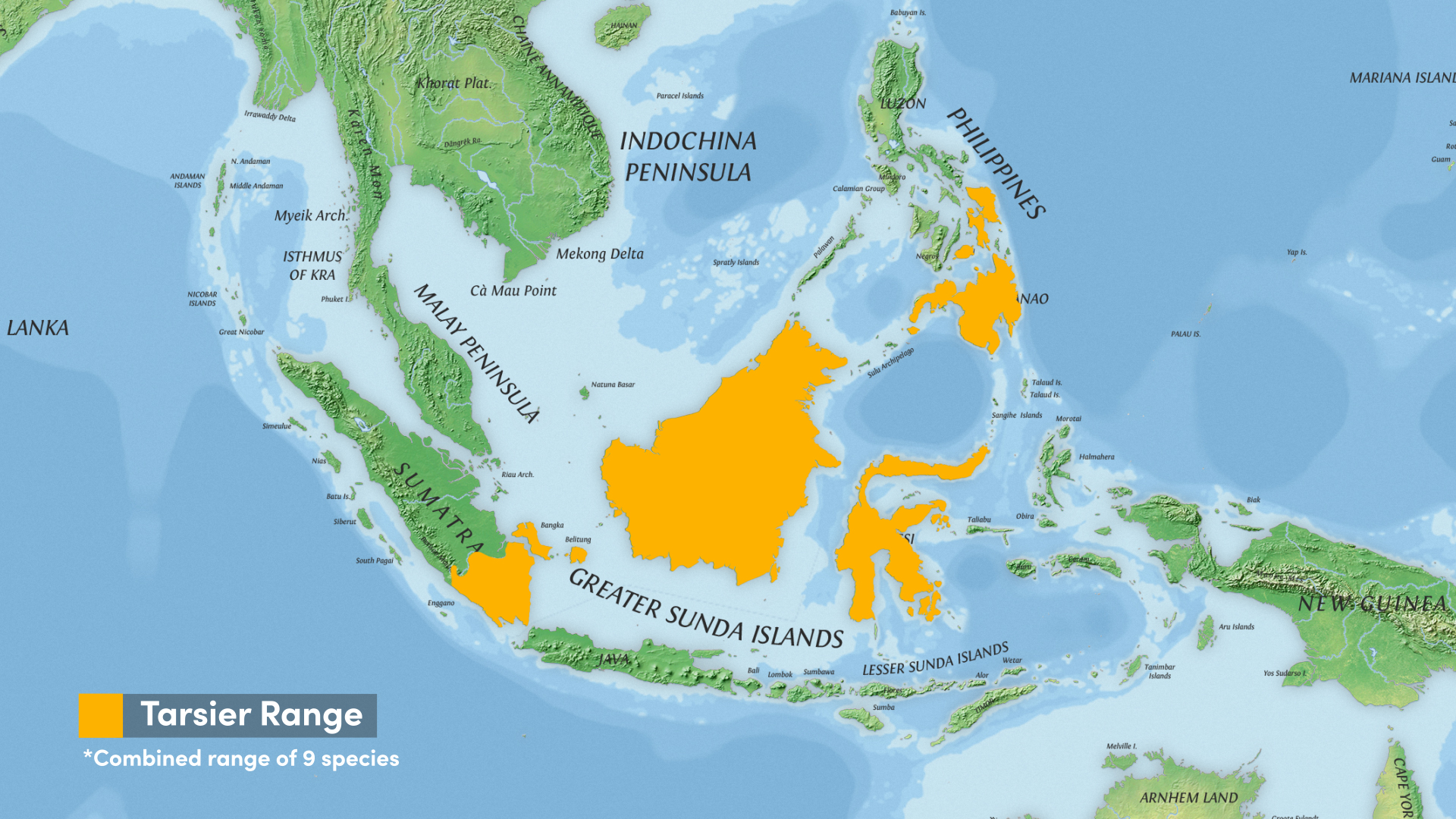
Das Verbreitungsgebiet der Koboldmakis

Koboldmakis bewohnen die südostasiatische Inselwelt. Ihr Verbreitungsgebiet umfasst das südliche Sumatra, Borneo, die südlichen Philippinen und die Insel Sulawesi – jeweils samt vorgelagerter Inseln. Anhand der Verbreitung lassen sich drei Artengruppen erkennen, die sich auch im Körperbau und im Verhalten teilweise voneinander unterscheiden: die Sunda-Gruppe (auf Sumatra und Borneo), die Philippinen-Gruppe (beide mit jeweils nur einer Art) und die Sulawesi-Gruppe (mit den restlichen Arten) – siehe auch Innere Systematik.
Koboldmakis sind neben den Makaken und den Menschen die einzigen Primaten, die die Wallace-Linie überschritten haben. Alle anderen Primaten kommen nur westlich dieser biogeographischen Trennlinie zwischen Borneo und Sulawesi vor. Übereinstimmungen im Körperbau und der Lebensweise lassen annehmen, dass die Besiedelung Sulawesis durch die Koboldmakis von Norden über die Philippinen erfolgte, nicht von Westen über das viel näher liegende Borneo. Dafür spricht auch die Existenz von endemischen Arten auf den zwischen den Philippinen und Sulawesi gelegenen Inseln Sangihe und Siau.
Diese Tiere finden sich in einer Vielzahl von Lebensräumen. Vorrangig leben sie in Wäldern wie tropischen Regen-, Berg-, Galerie- und Mangrovenwäldern, aber auch beispielsweise in Sumpfgebieten und Bambusdickichten. Generell bevorzugen sie dicht mit Unterholz bestandene Gebiete und benötigen Pflanzendickichte als Schlafplätze. Sie kommen vom Meeresspiegel bis in 1500 Meter Seehöhe vor, einzig der Zwergkoboldmaki kommt vermutlich nur zwischen 1800 und 2200 Metern Seehöhe vor.

## Lebensweise

### Aktivitätszeiten und Fortbewegung

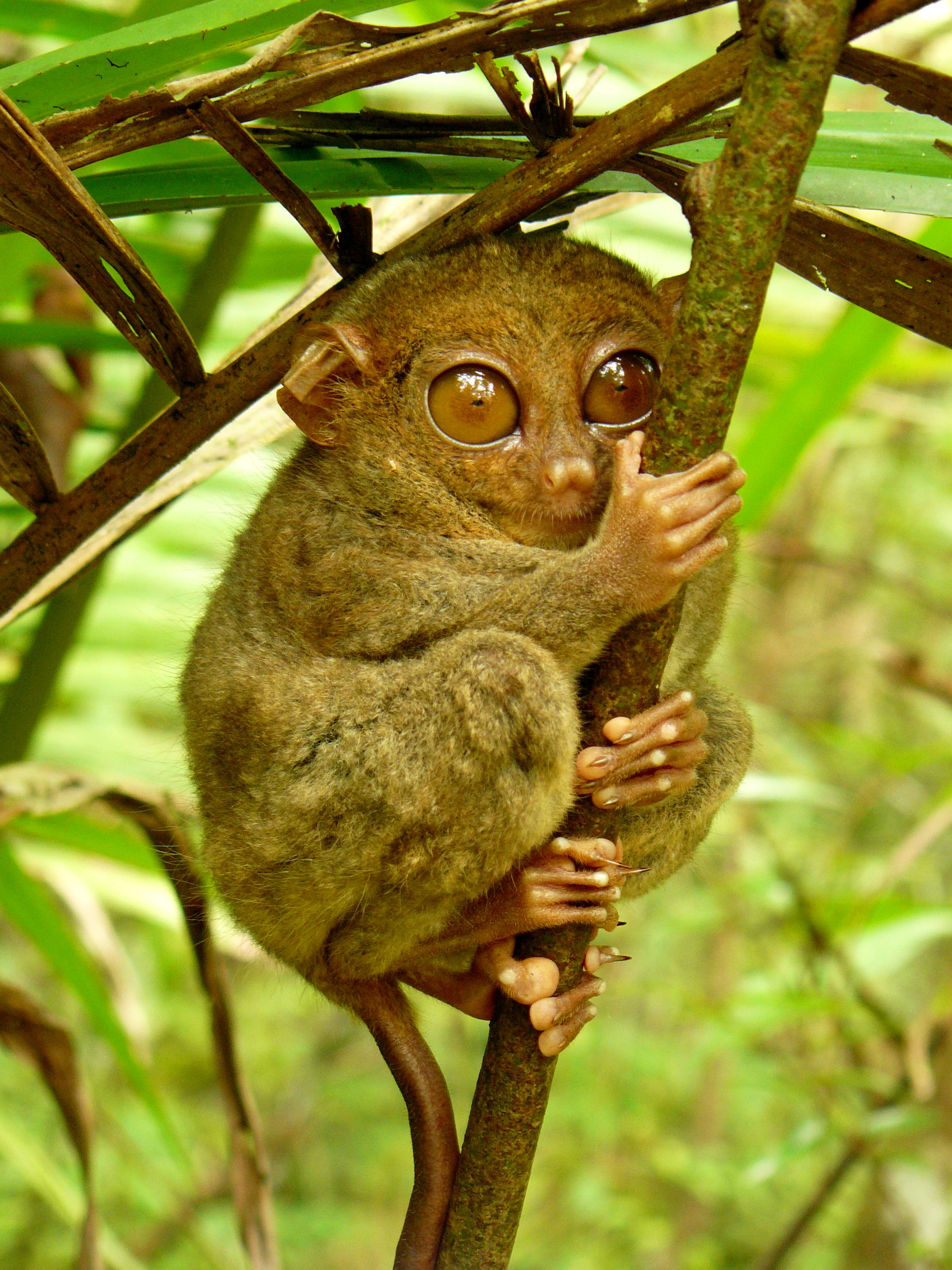
Bevorzugter Aufenthaltsort der Koboldmakis sind dünne, senkrechte Stämme

Koboldmakis sind nachtaktive Tiere. Tagsüber schlafen sie im Pflanzendickicht oder in einem Gewirr von Schlingpflanzen, selten auch in Baumhöhlen. Die Schlafplätze liegen häufig am Rand des Reviers und befinden sich meist nur zwei Meter über dem Boden. Koboldmakis der Sulawesi-Gruppe haben meist nur einen Schlafplatz, während Philippinen-Koboldmakis drei bis vier haben.
Bei Sonnenuntergang erwachen die Tiere und beginnen die Aktivitätsphase, die erst kurz nach Sonnenaufgang endet. Sulawesi-Koboldmakis wenden 55 % der Zeit für die Nahrungssuche auf, 23 % für die Fortbewegung, 16 % für Ruhephasen und 6 % für soziale Aktivitäten.
Bei ihren nächtlichen Streifzügen halten sich Koboldmakis nahe am Boden auf, oft nur 30 bis 60 Zentimeter über dem Boden, über zwei Meter Höhe kommen sie selten. Ihre Fortbewegungsweise ist ein stark spezialisiertes „senkrechtes Klettern und Springen“ (vertical clinging and leaping). Ihr bevorzugtes Habitat sind dünne, senkrechte Baumstämme oder Äste. Dank ihrer modifizierten Hinterbeine können sie bis zu fünf Meter weite Sprünge (mit Höhenverlust) durchführen, der Schwanz dient dabei zur Steuerung.

### Sozial- und Territorialverhalten
Das Sozialverhalten der Koboldmakis ist nicht einheitlich. Die Sunda-Koboldmakis leben weitgehend einzelgängerisch. Die Reviere der Männchen überlappen einander nicht, ebenso wenig die der Weibchen. Hingegen überschneiden sich Männchen- und Weibchenreviere teilweise, sind aber nie deckungsgleich. Sunda-Koboldmakis gehen einzeln auf Nahrungssuche und schlafen auch allein. Bei den Philippinen-Koboldmakis gibt es widersprüchliche Berichte, vermutlich leben auch diese Tiere eher einzelgängerisch.

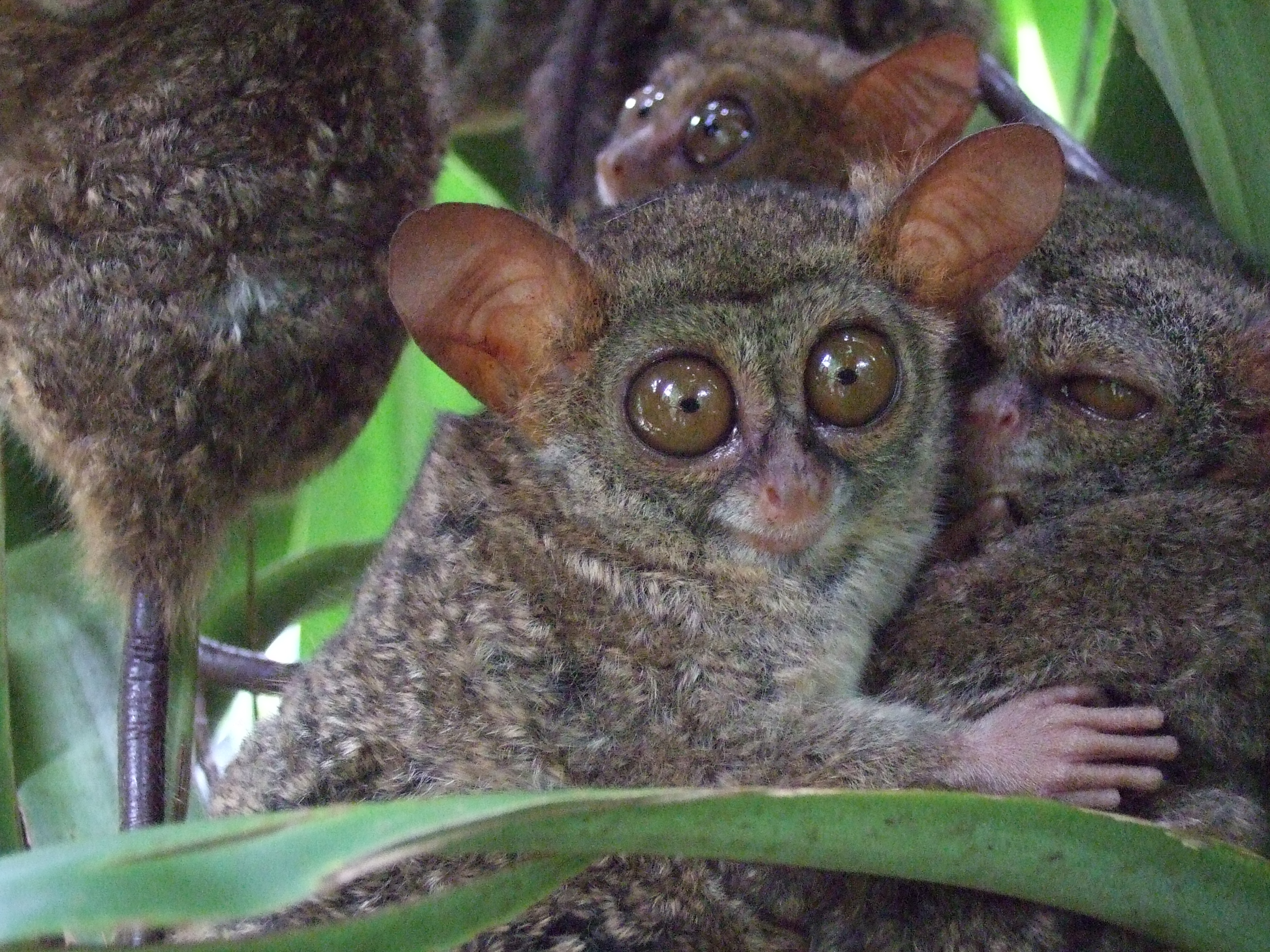
Koboldmakis auf Sulawesi leben in Familiengruppen

Im Gegensatz dazu leben die Arten der Sulawesi-Gruppe in Familiengruppen, die sich aus zwei bis acht Tieren zusammensetzen. Ob es sich um eine dauerhafte monogame Lebensweise handelt, ist nicht bekannt. Manchmal bildet ein Männchen auch mit zwei oder drei ausgewachsenen Weibchen eine Gruppe. Die Gruppenmitglieder suchen gemeinsam den Schlafplatz auf, wo es auch zu regem Sozialverhalten wie beispielsweise der gegenseitigen Fellpflege kommt. Sie schlafen auch gemeinsam, jedoch außer bei Müttern und ihren Jungtieren ohne gegenseitigen Körperkontakt. Auch bei den nächtlichen Streifzügen stoßen Gruppenmitglieder immer wieder aufeinander.
Die nächtlichen Streifzüge sind rund 0,5 bis 2 Kilometer lang. Die Reviergröße variiert von 1 bis 10 Hektar und hängt von der Art und vom Lebensraum ab. Reviere werden mit Urin und Drüsensekreten markiert.
Neben dieser geruchlichen Verständigung kommunizieren die Tiere auch mit Lauten. Sunda-Koboldmakis stoßen am Abend und am Morgen Laute aus, mit denen sie Artgenossen auf ihr Revier hinweisen. Für die Arten der Sulawesi-Gruppe sind Duettgesänge typisch, die paarweise vorwiegend am frühen Morgen ausgestoßen werden. Duettgesänge werden vom Weibchen begonnen, mit wechselnden Frequenzen stimmt kurz danach auch das Männchen ein. Diese Gesänge dauern rund zwei Minuten und haben vermutlich mehrere Funktionen: Neben dem Markieren des Reviers dürften sie auch den Zusammenhalt innerhalb der Gruppe stärken. Neben den Duettgesängen sind noch andere Laute bekannt, die etwa der Warnung oder dem Suchen von Gruppenmitgliedern dienen oder beim Spielen ausgestoßen werden.

### Ernährung

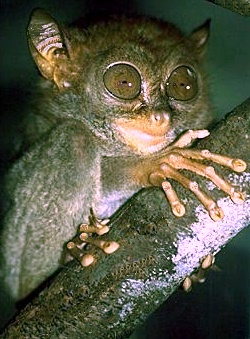
Mit ihren großen Fingern fangen Koboldmakis Beutetiere ein

Koboldmakis sind reine Fleischfresser – sie sind damit die einzigen Primaten, die keinerlei pflanzliches Material zu sich nehmen. Ein wichtiger Nahrungsbestandteil sind Insekten, wie etwa Käfer, Schaben, Spring- und Gespenstschrecken, Schmetterlinge, Zikaden, Termiten, Ameisen und andere. In unterschiedlichem Ausmaß fressen sie auch andere wirbellose Tiere wie Spinnen und Krabben, manchmal auch kleine Wirbeltiere wie Fledertiere, Frösche, Vögel und Schlangen. Mit ihren großen Fingern können sie Beutetiere aus der Luft fangen; daneben können sie auch mit einem großen Satz auf ein Opfer springen und es so überwältigen. Nachdem sie ihr Beutetier mit Bissen getötet haben, setzen sie sich auf einen Ast, packen das Tier mit den Vorderpfoten und verzehren es mit dem Kopf voran.

### Fortpflanzung
Es gibt Berichte über bestimmte Fortpflanzungszeiten, was für Bewohner von Regenwäldern ungewöhnlich ist. So reicht die Paarungszeit beim Sunda-Koboldmaki von Oktober bis Dezember. Sulawesi-Koboldmakis haben zwei Paarungssaisons: eine von April bis Juni und eine von Oktober bis November. Bei anderen Arten, etwa dem Philippinen-Koboldmaki, kann die Paarung das ganze Jahr über erfolgen.
Während des Östrus schwellen die Genitalien der Weibchen an und verfärben sich rot. Zumindest bei Tieren in Gefangenschaft geht der Impuls zur Paarung vom Weibchen aus, das dem Männchen seine angeschwollene Genitalregion präsentiert. Männchen antworten mit einem zwitschernden Laut und schnüffeln an den Weibchen. Die Paarung selbst erfolgt an einem senkrechten Stamm, das Männchen nähert sich dem Weibchen von unten und hinten.
Nach einer rund 180- bis 190-tägigen Tragzeit bringt das Weibchen meist ein einzelnes Jungtier zur Welt. Die Trächtigkeitsdauer ist für Tiere dieser Größe sehr lang, dafür ist das Junge bei der Geburt sehr weit entwickelt und groß. Es hat bereits 20 bis 33 % des Gewichts eines ausgewachsenen Tieres, ist mit Fell bedeckt und hat die Augen geöffnet.

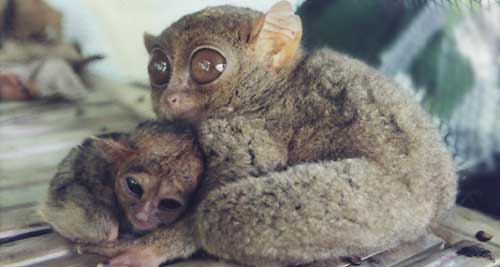
Philippinen-Koboldmaki mit Jungtier

Die Aufzucht der Jungen ist weitgehend Aufgabe des Weibchens. Bei den in Gruppen lebenden Arten auf Sulawesi können sich aber auch andere Gruppenmitglieder, insbesondere halbausgewachsene Weibchen, daran beteiligen. Sie tragen das Junge, spielen mit ihm und pflegen sein Fell.
In den ersten Lebenswochen trägt die Mutter das Junge häufig mit dem Maul – ein Festklammern des Jungtiers am Fell der Mutter ist nur sehr selten zu beobachten. Allerdings verbringt das Junge relativ viel Zeit allein, die Mutter „parkt“ es im Geäst, während sie auf Nahrungssuche geht. Sie bleibt nahe bei ihm und besucht es immer wieder, häufig – durchschnittlich elf Mal pro Nacht beim Sulawesi-Koboldmaki – bringt sie es zu einem neuen Platz.
Mit 10 bis 15 Tagen bewegt sich das Jungtier erstmals von der Mutter fort, bereits mit vier bis fünf Wochen unternimmt es die ersten Versuche, selbstständig Beute zu jagen. Mit rund 80 Tagen wird es endgültig entwöhnt. Bei den in Gruppen lebenden Arten müssen Männchen und Weibchen ihre Geburtsgruppe verlassen. Die Geschlechtsreife tritt mit ein bis zwei Jahren ein. Das Höchstalter eines Tieres in menschlicher Obhut betrug über 16 Jahre, die Lebenserwartung in freier Wildbahn ist nicht bekannt.

### Natürliche Feinde
Zu den natürlichen Feinden der Koboldmakis zählen Schleichkatzen, Schlangen, Warane, Greifvögel und Eulen. Von Sulawesi-Koboldmakis ist bekannt, dass alle Mitglieder einer Gruppe eine Schlange attackieren, sobald sie entdeckt wird, und sie anschreien und sogar beißen. An diesen Angriffen können sich sogar Männchen anderer Gruppen beteiligen.
Besondere Vorsichtsmaßnahmen zeigen der Siau- und in geringerem Ausmaß der Sangihe-Koboldmaki. Wie die anderen Arten der Sulawesi-Gruppe leben sie in Gruppen, schlafen aber getrennt voneinander. Darüber hinaus ziehen sie sich – im Gegensatz zu den übrigen Arten – zum Schlafen in die höchsten Regionen der Bäume zurück. Auch verflüchtigen sich die Urinduftspuren des Siau-Koboldmakis viel schneller als die der anderen Arten. Dies wird als eine Anpassung an den Feinddruck durch verwilderte Hauskatzen und möglicherweise sogar durch den Menschen interpretiert – die Population auf Siau wird wie keine andere vom Menschen zu Nahrungszwecken bejagt.

## Koboldmakis und Menschen

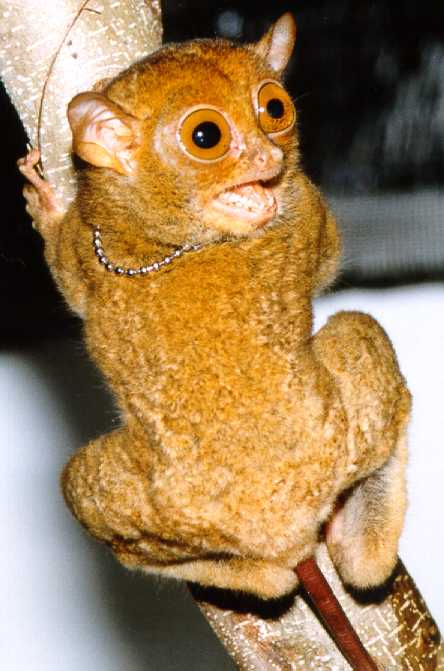
Sunda-Koboldmaki als Heimtier

Eine der Hauptbedrohungen der Koboldmakis stellt die Zerstörung ihres Lebensraums durch Waldrodungen dar. Sie können zu einem gewissen Grad in Habitaten leben, die vom Menschen verändert wurden, sind jedoch sowohl auf Pflanzendickichte als Unterschlupf als auch auf senkrechte Stämme als Aufenthaltsort angewiesen. Unter Umständen können sie auch in Plantagen und Gärten leben, die Populationsdichten sind aber in ungestörten Habitaten höher.
Die Bejagung stellt ebenfalls mancherorts eine Gefahr dar. Wie oben erwähnt, werden Siau-Koboldmakis wegen ihres Fleisches gejagt. Des Weiteren gibt es einen versteckten Handel innerorts mit dem Tierfell, das auf brutale Weise vom lebenden Tier getrennt wird. Als Folge einer Pressewelle 2007 vollzieht sich dieser Handel seither unter der Hand. Konkrete Zahlen sind daher nicht bekannt. Manchmal verfolgen Farmer sie, weil sie irrtümlicherweise für Landwirtschaftsschädlinge gehalten werden. Lokal ausgestorben sind sie in Gebieten, in denen intensiv Insektizide oder Herbizide eingesetzt wurden.
Die Jagd zwecks Heimtierhaltung gefährdet den Sunda- und den Philippinen-Koboldmaki. Generell sind Koboldmakis schwierig zu halten – mehr als die Hälfte aller Tiere sterben innerhalb zweier Jahre, nachdem sie eingefangen wurden. Bei den Arten der Sulawesi-Gruppe sind bislang alle Versuche gescheitert, sie in Gefangenschaft zu halten. Manche Tiere rammten sich sogar mit ihren Köpfen an den Gitterstäben zu Tode.
Die meisten Arten werden von der IUCN als „gefährdet“ (vulnerable) oder „stark gefährdet“ (endangered) gelistet. Besonderes Augenmerk verdienen der auf einer kleinen Insel endemische Siau-Koboldmaki und der Zwergkoboldmaki, von dem 2008 erstmals seit über 70 Jahren wieder lebende Tiere gesichtet wurden.
Früher spielten Koboldmakis im Aberglauben der Iban auf Borneo eine Rolle. Sie glaubten, der Kopf der Tiere sitze lose am Körper, weil sie diesen scheinbar 360 Grad drehen können, und fürchteten, wenn sie den Namen der Tiere aussprechen, drohe ihnen das gleiche Schicksal.

## Systematik

### Äußere Systematik und Entwicklungsgeschichte
Früher wurden die Koboldmakis mit den Galagos, den Loris und den Lemuren als „Halbaffen“ zusammengefasst, die den Affen gegenüberstanden. Wie die Mehrzahl der übrigen Halbaffen sind Koboldmakis klein und nachtaktiv, sie haben einen V-förmigen Unterkiefer, eine zweihörnige Gebärmutter und Putzkrallen – allerdings auf der zweiten und dritten Zehe und nicht wie die übrigen Arten nur auf der zweiten. Besondere Ähnlichkeiten zeigen die Koboldmakis mit den in Afrika lebenden Galagos, die eine vergleichbare ökologische Nische besetzen: Sie sind ebenfalls kleine, nachtaktive und sich teilweise springend fortbewegende Primaten, die sich unter anderem von Insekten ernähren. Galagos haben mit den Koboldmakis unter anderem die großen Augen und Ohren und die verlängerten Fußwurzeln gemeinsam.
Heute sieht man diese Gemeinsamkeiten als ursprüngliche Primatenmerkmale oder – insbesondere im Fall der Galagos – als Ergebnisse konvergenter Entwicklung. Hingegen haben Koboldmakis einige gemeinsam abgeleitete Merkmale mit den Affen: Trotz ihrer Nachtaktivität haben sie kein Tapetum lucidum (eine reflektierende Schicht im Auge), die Nase weist keinen Nasenspiegel auf und die Oberlippe ist beweglich und nicht gespalten. Aus diesen Gründen fasst man Koboldmakis und Affen heute als Trockennasenprimaten (wegen des fehlenden Nasenspiegels) zusammen, die übrigen früheren Halbaffen bilden die Feuchtnasenprimaten. Das kommt in folgendem Kladogramm zum Ausdruck:
|                                   | Feuchtnasenprimaten (Strepsirrhini)                                                 |
|                                   |                                                                                     |
| Trockennasenprimaten (Haplorhini) | \| \| Koboldmakis (Tarsiiformes) \| \| \| \| \| \| Affen (Anthropoidea) \| \| \| \| |
|                                   | \| \| Koboldmakis (Tarsiiformes) \| \| \| \| \| \| Affen (Anthropoidea) \| \| \| \| |
|                                   | Koboldmakis (Tarsiiformes)                                                          |
|                                   |                                                                                     |
|                                   | Affen (Anthropoidea)                                                                |
|                                   |                                                                                     |

|  | Koboldmakis (Tarsiiformes) |
|  |                            |
|  | Affen (Anthropoidea)       |
|  |                            |

Einige Merkmale wie das fehlende Tapetum lucidum und die relativ großen Zähne lassen die Möglichkeit denkbar erscheinen, dass Koboldmakis sekundär verzwergte und nachtaktive Primaten sind, sich also aus größeren, tagaktiven Tieren entwickelt haben.
Die Koboldmakis (Tarsiidae) sind die einzigen rezenten Vertreter der Tarsiiformes. Ein sehr früher Vertreter der Tarsiiformes aus dem ostasiatischen Eozän war Archicebus. Eine nahe mit den Koboldmakis verwandte Familie waren die Omomyidae, die vom frühen Eozän bis zum Oligozän in Nordamerika und Eurasien verbreitet waren.  Die ältesten Vertreter der Koboldmakis selbst sind Xanthorhysis tabrumi und Tarsius eocaenus, beide aus dem mittleren Eozän aus China. Ein weiterer ausgestorbener Vertreter war Afrotarsius chatrathi, der im frühen Oligozän im heutigen Ägypten lebte. Aus dem frühen Miozän schließlich ist Tarsius thailandicus bekannt.

### Innere Systematik

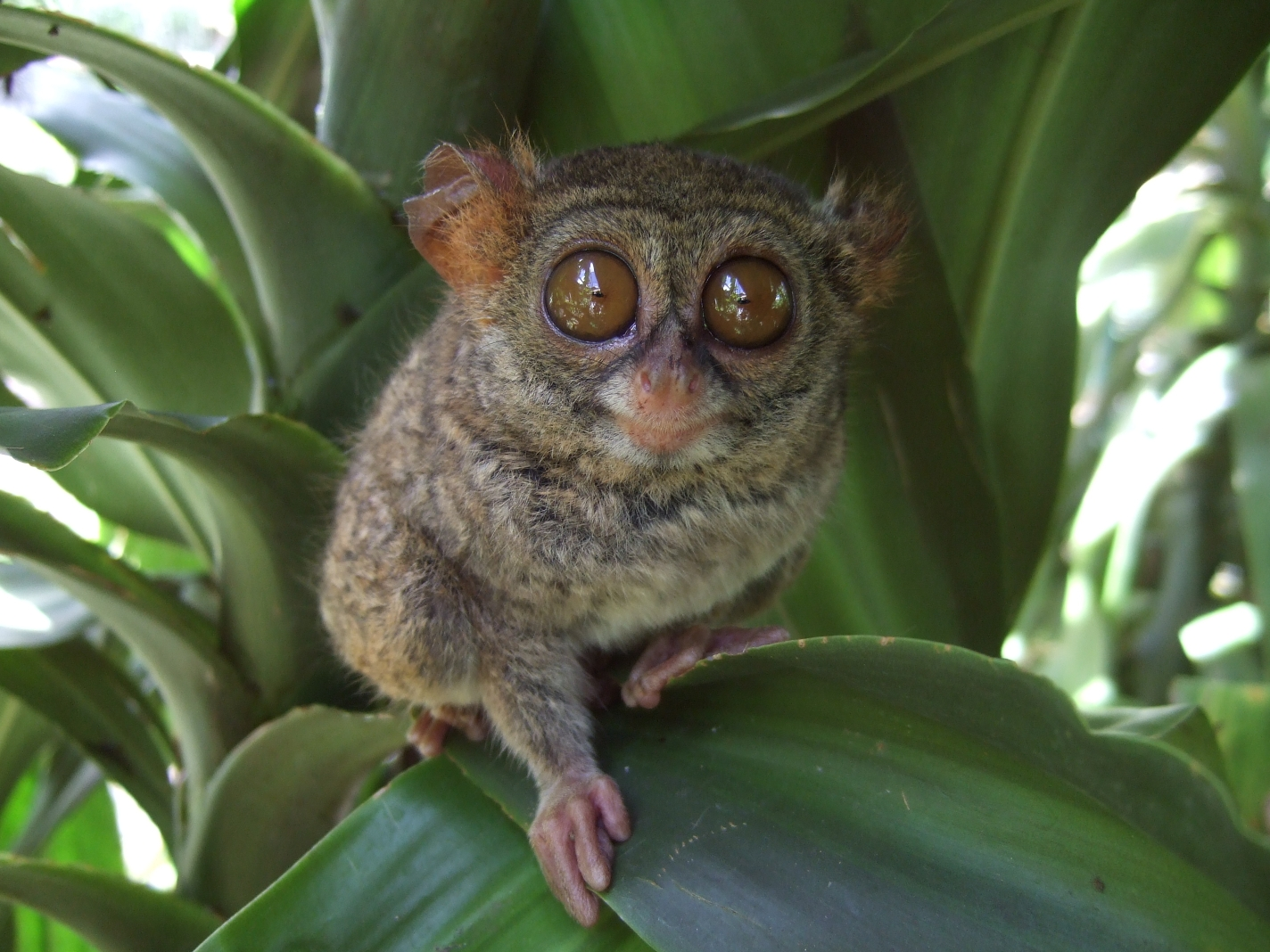
Sulawesi-Koboldmaki

Heute sind 14 rezente Arten von Koboldmakis bekannt, es ist aber wahrscheinlich, dass sich diese Zahl noch erhöht.
- Gattung Cephalopachus[11]
  - Der Sunda-Koboldmaki (Cephalopachus bancanus) lebt auf Sumatra und Borneo und vorgelagerten Inseln.
- Gattung Carlito[11]
  - Der Philippinen-Koboldmaki (Carlito syrichta) ist auf den mittleren und südlichen Philippinen beheimatet.
- Gattung Sulawesi-Koboldmakis (Tarsius)[11]
  - Der Selayar-Koboldmaki (Tarsius tarsier), die Typusart der Gattung, kommt nur auf der Insel Selayar südlich von Sulawesi vor.[12]
  - Der Diana-Koboldmaki (Tarsius dentatus) lebt im zentralen Bereich von Sulawesi.
  - Der Makassar-Koboldmaki (Tarsius fuscus) ist bisher nur aus der Umgebung von Makassar bekannt.
  - Der Lariang-Koboldmaki (Tarsius lariang) wurde 2006 als neue Art beschrieben und kommt im westlichen Teil von Sulawesi vor.[13]
  - Der Niemitz-Koboldmaki (Tarsius niemitzi) wurde 2019 als neue Art beschrieben. Er kommt auf den Togianinseln vor.[14]
  - Der Peleng-Koboldmaki (Tarsius pelengensis) ist auf der östlich von Sulawesi gelegenen Insel Peleng endemisch.
  - Der Zwergkoboldmaki (Tarsius pumilus) ist der kleinste Vertreter seiner Gattung und bewohnt das gebirgige Innere von Sulawesi.
  - Der Sangihe-Koboldmaki (Tarsius sangirensis) ist auf der Insel Sangihe nördlich von Sulawesi endemisch.
  - Der Gursky-Koboldmaki (Tarsius spectrumgurskyae) lebt nur im Osten der nördlichen Halbinsel (Semenanjung Minahassa).[15]
  - Jatnas Koboldmaki (Tarsius supriatnai) kommt nur im mittleren Teil von Semenanjung Minahassa vor.[15]
  - Der Siau-Koboldmaki (Tarsius tumpara) kommt nur auf der Insel Siau, ebenfalls nördlich von Sulawesi vor.[5]
  - Der Wallace-Koboldmaki (Tarsius wallacei) wurde im Jahr 2010 entdeckt und kommt in Zentral-Sulawesi in zwei voneinander isolierten Populationen vor.[16]

Auf der südöstlichen Halbinsel (Sulawesi Tenggara) könnte es noch drei weitere, bisher unbeschriebene Arten geben.
Kladogramm der Koboldmakis:
|  | Sunda-Koboldmaki (Cephalopachus bancanus) |
|  |                                           |
|  | Philippinen-Koboldmaki (Carlito syrichta) |
|  |                                           |

|  | Lariang-Koboldmaki (Tarsius lariang) |
|  |                                      |
|  | Tarsius niemitzi                     |
|  |                                      |

|  | Sangihe-Koboldmaki (Tarsius sangirensis)                                                                      |
|  | |
|  | \| \| Selayar-Koboldmaki (Tarsius tarsier) \| \| \| \| \| \| Makassar-Koboldmaki (Tarsius fuscus) \| \| \| \| |
|  | |
|  | Selayar-Koboldmaki (Tarsius tarsier)                                                                          |
|  | |
|  | Makassar-Koboldmaki (Tarsius fuscus)                                                                          |
|  | |

|  | Selayar-Koboldmaki (Tarsius tarsier) |
|  |                                      |
|  | Makassar-Koboldmaki (Tarsius fuscus) |
|  |                                      |

|  | Wallace-Koboldmaki (Tarsius wallacei)                             |
|  |                                                                   |
|  | Tarsius spectrumgurskyae & Jatnas Koboldmaki (Tarsius supriatnai) |
|  |                                                                   |

|  | Lariang-Koboldmaki (Tarsius lariang) |
|  |                                      |
|  | Tarsius niemitzi                     |
|  |                                      |

|  | Sangihe-Koboldmaki (Tarsius sangirensis)                                                                      |
|  | |
|  | \| \| Selayar-Koboldmaki (Tarsius tarsier) \| \| \| \| \| \| Makassar-Koboldmaki (Tarsius fuscus) \| \| \| \| |
|  | |
|  | Selayar-Koboldmaki (Tarsius tarsier)                                                                          |
|  | |
|  | Makassar-Koboldmaki (Tarsius fuscus)                                                                          |
|  | |

|  | Selayar-Koboldmaki (Tarsius tarsier) |
|  |                                      |
|  | Makassar-Koboldmaki (Tarsius fuscus) |
|  |                                      |

|  | Wallace-Koboldmaki (Tarsius wallacei)                             |
|  |                                                                   |
|  | Tarsius spectrumgurskyae & Jatnas Koboldmaki (Tarsius supriatnai) |
|  |                                                                   |

|  | Lariang-Koboldmaki (Tarsius lariang) |
|  |                                      |
|  | Tarsius niemitzi                     |
|  |                                      |

|  | Sangihe-Koboldmaki (Tarsius sangirensis)                                                                      |
|  | |
|  | \| \| Selayar-Koboldmaki (Tarsius tarsier) \| \| \| \| \| \| Makassar-Koboldmaki (Tarsius fuscus) \| \| \| \| |
|  | |
|  | Selayar-Koboldmaki (Tarsius tarsier)                                                                          |
|  | |
|  | Makassar-Koboldmaki (Tarsius fuscus)                                                                          |
|  | |

|  | Selayar-Koboldmaki (Tarsius tarsier) |
|  |                                      |
|  | Makassar-Koboldmaki (Tarsius fuscus) |
|  |                                      |

|  | Wallace-Koboldmaki (Tarsius wallacei)                             |
|  |                                                                   |
|  | Tarsius spectrumgurskyae & Jatnas Koboldmaki (Tarsius supriatnai) |
|  |                                                                   |

|  | Lariang-Koboldmaki (Tarsius lariang) |
|  |                                      |
|  | Tarsius niemitzi                     |
|  |                                      |

|  | Sangihe-Koboldmaki (Tarsius sangirensis)                                                                      |
|  | |
|  | \| \| Selayar-Koboldmaki (Tarsius tarsier) \| \| \| \| \| \| Makassar-Koboldmaki (Tarsius fuscus) \| \| \| \| |
|  | |
|  | Selayar-Koboldmaki (Tarsius tarsier)                                                                          |
|  | |
|  | Makassar-Koboldmaki (Tarsius fuscus)                                                                          |
|  | |

|  | Selayar-Koboldmaki (Tarsius tarsier) |
|  |                                      |
|  | Makassar-Koboldmaki (Tarsius fuscus) |
|  |                                      |

|  | Wallace-Koboldmaki (Tarsius wallacei)                             |
|  |                                                                   |
|  | Tarsius spectrumgurskyae & Jatnas Koboldmaki (Tarsius supriatnai) |
|  |                                                                   |

|  | Sunda-Koboldmaki (Cephalopachus bancanus) |
|  |                                           |
|  | Philippinen-Koboldmaki (Carlito syrichta) |
|  |                                           |

|  | Lariang-Koboldmaki (Tarsius lariang) |
|  |                                      |
|  | Tarsius niemitzi                     |
|  |                                      |

|  | Sangihe-Koboldmaki (Tarsius sangirensis)                                                                      |
|  | |
|  | \| \| Selayar-Koboldmaki (Tarsius tarsier) \| \| \| \| \| \| Makassar-Koboldmaki (Tarsius fuscus) \| \| \| \| |
|  | |
|  | Selayar-Koboldmaki (Tarsius tarsier)                                                                          |
|  | |
|  | Makassar-Koboldmaki (Tarsius fuscus)                                                                          |
|  | |

|  | Selayar-Koboldmaki (Tarsius tarsier) |
|  |                                      |
|  | Makassar-Koboldmaki (Tarsius fuscus) |
|  |                                      |

|  | Wallace-Koboldmaki (Tarsius wallacei)                             |
|  |                                                                   |
|  | Tarsius spectrumgurskyae & Jatnas Koboldmaki (Tarsius supriatnai) |
|  |                                                                   |

|  | Lariang-Koboldmaki (Tarsius lariang) |
|  |                                      |
|  | Tarsius niemitzi                     |
|  |                                      |

|  | Sangihe-Koboldmaki (Tarsius sangirensis)                                                                      |
|  | |
|  | \| \| Selayar-Koboldmaki (Tarsius tarsier) \| \| \| \| \| \| Makassar-Koboldmaki (Tarsius fuscus) \| \| \| \| |
|  | |
|  | Selayar-Koboldmaki (Tarsius tarsier)                                                                          |
|  | |
|  | Makassar-Koboldmaki (Tarsius fuscus)                                                                          |
|  | |

|  | Selayar-Koboldmaki (Tarsius tarsier) |
|  |                                      |
|  | Makassar-Koboldmaki (Tarsius fuscus) |
|  |                                      |

|  | Wallace-Koboldmaki (Tarsius wallacei)                             |
|  |                                                                   |
|  | Tarsius spectrumgurskyae & Jatnas Koboldmaki (Tarsius supriatnai) |
|  |                                                                   |

|  | Lariang-Koboldmaki (Tarsius lariang) |
|  |                                      |
|  | Tarsius niemitzi                     |
|  |                                      |

|  | Sangihe-Koboldmaki (Tarsius sangirensis)                                                                      |
|  | |
|  | \| \| Selayar-Koboldmaki (Tarsius tarsier) \| \| \| \| \| \| Makassar-Koboldmaki (Tarsius fuscus) \| \| \| \| |
|  | |
|  | Selayar-Koboldmaki (Tarsius tarsier)                                                                          |
|  | |
|  | Makassar-Koboldmaki (Tarsius fuscus)                                                                          |
|  | |

|  | Selayar-Koboldmaki (Tarsius tarsier) |
|  |                                      |
|  | Makassar-Koboldmaki (Tarsius fuscus) |
|  |                                      |

|  | Wallace-Koboldmaki (Tarsius wallacei)                             |
|  |                                                                   |
|  | Tarsius spectrumgurskyae & Jatnas Koboldmaki (Tarsius supriatnai) |
|  |                                                                   |

|  | Lariang-Koboldmaki (Tarsius lariang) |
|  |                                      |
|  | Tarsius niemitzi                     |
|  |                                      |

|  | Sangihe-Koboldmaki (Tarsius sangirensis)                                                                      |
|  | |
|  | \| \| Selayar-Koboldmaki (Tarsius tarsier) \| \| \| \| \| \| Makassar-Koboldmaki (Tarsius fuscus) \| \| \| \| |
|  | |
|  | Selayar-Koboldmaki (Tarsius tarsier)                                                                          |
|  | |
|  | Makassar-Koboldmaki (Tarsius fuscus)                                                                          |
|  | |

|  | Selayar-Koboldmaki (Tarsius tarsier) |
|  |                                      |
|  | Makassar-Koboldmaki (Tarsius fuscus) |
|  |                                      |

|  | Wallace-Koboldmaki (Tarsius wallacei)                             |
|  |                                                                   |
|  | Tarsius spectrumgurskyae & Jatnas Koboldmaki (Tarsius supriatnai) |
|  |                                                                   |